# 50 Foot Wave
50 Foot Wave è un gruppo statunitense di alternative rock, formatosi nel 2003, guidata da Kristin Hersh.

## Storia del gruppo

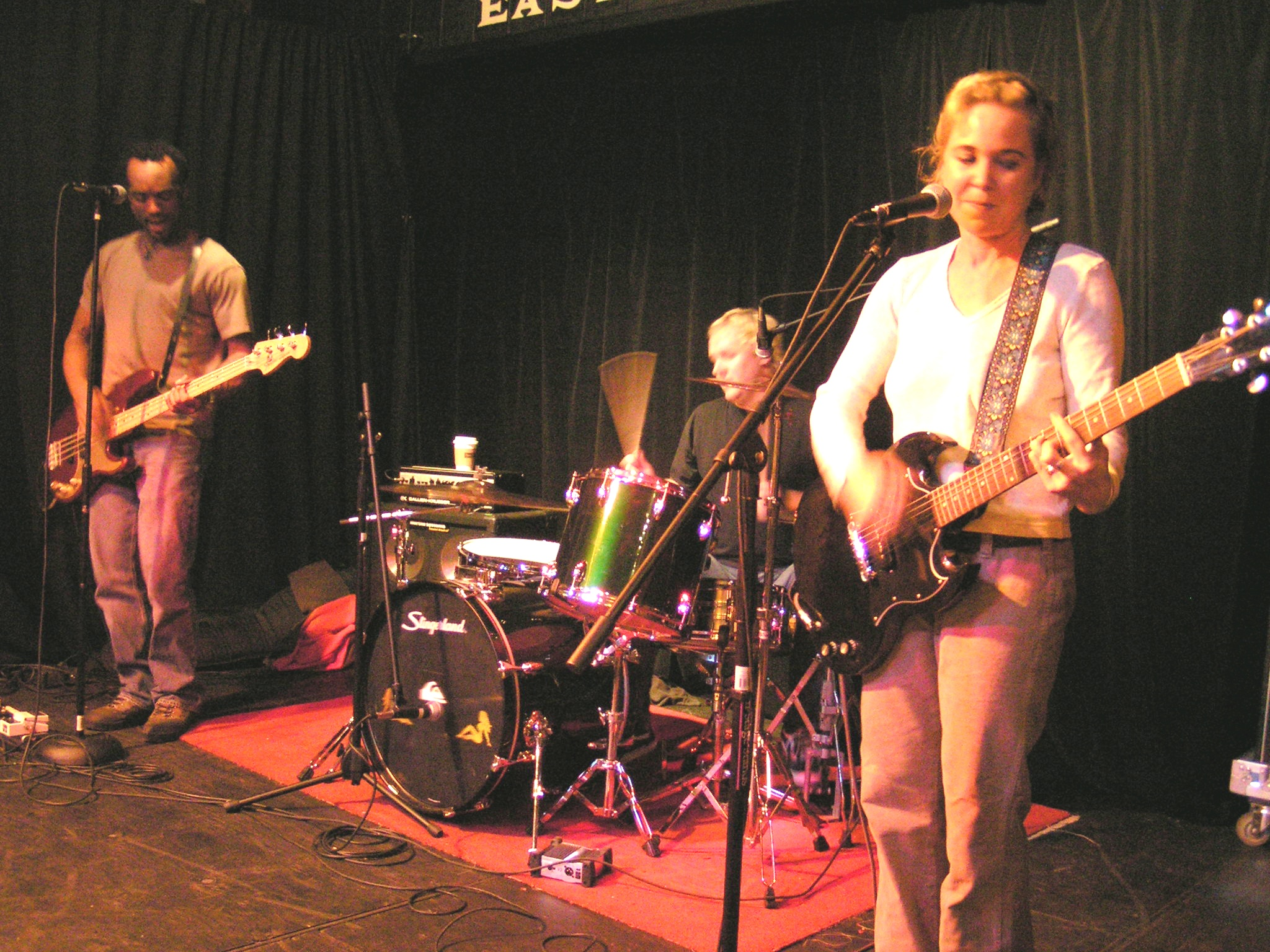
Live in Seattle, febbraio 2004

Il nome del gruppo fa riferimento sia ad una illustrazione che al termine per l'onda sonora di 50 piedi (50-foot) del più basso tono di FA udible dall'orecchio umano. La band qualche volta abbrevia il suo nome in L'~, usando il numero romano per 50.
Kristin Hersh in precedenza aveva suonato per più di due decenni con i Throwing Muses e pubblicato anche album solisti. Nel suo tour da solista alla fine del 1990 e nei primi anni 2000 suonava principalmente la chitarra acustica. Nel 2003 ha lanciato i 50 Foot Wave più orientati alla chitarra elettrica.
La band è stata progettata come un power trio, con una formazione che comprende il batterista Rob Ahlers e il bassista dei Throwing Muses Bernard Georges. Hersh contribuisce al progetto con chitarra, testi e voce. La prima esibizione dal vivo della band era stata registrata a Burbank, nell'ottobre 2003 e venne distribuita in un numero molto limitato di copie sotto forma di bootleg ufficiale. Tra le altre apparizioni dal vivo a livello internazionale nel 2004, i 50 Foot Wave eseguirono degli show per tutto il mese di gennaio di quell'anno al Silverlake Lounge, mentre il gruppo aveva la sua base nella zona di Los Angeles. Il mini-album registrato in studio e intitolato con il nome stesso della band venne pubblicato nel marzo 2004 sia dall'etichetta ThrowingMusic del gruppo che dalla 4AD Records.
Hersh ha detto che nella musica dei 50 Foot Wave c'è "un sacco di matematica", mentre anche la definisce meno emotiva e meno "aggrovigliata" (tangled) musicalmente di alcuni dei suoi ultimi lavori con i Throwing Muses. Altri hanno descritto alcune delle nuove canzoni come aventi dei testi "conflittuali".
Nel marzo 2005, il gruppo ha pubblicato il suo vero album, a lungo pianificato, Golden Ocean, per la ThrowingMusic, in collaborazione con la 4AD.
Nel 2005 il gruppo ha fatto delle tournée in Europa e negli Stati Uniti, mentre contemporaneamente Hersh ha proseguito i suoi concerti da solista in alcune parti dell'anno.
Nel dicembre 2005, la band ha pubblicato un nuovo EP chiamato Free Music! disponibile gratuitamente scaricando dei file FLAC e mp3 dal loro e da diversi altri siti. I download conservavano alcuni diritti, sebbene avessero la licenza Creative Commons.
Ai primi di marzo 2009, ha pubblicato, tramite download dal sito ufficiale, tutti i propri album precedenti con una selezione di brani dal vivo, un EP strumentale e il successivo album Power+Light. Come prima, i brani erano disponibili in formato FLAC e mp3 e la band si riservava alcuni diritti, sebbene vi fosse la licenza Creative Commons.
Sul loro sito venne pure annunciato il successivo nuovo EP del 2010, "With Love from the Men's Room".

## Formazione
- Kristin Hersh - voce, chitarra
- Bernard Georges - basso
- Rob Ahlers - batteria

## Discografia

### Album
- 2004 - 50 Foot Wave (EP) (ThrowingMusic/4AD)
- 2005 - Golden Ocean (ThrowingMusic/4AD)
- 2005 - Free Music! (ThrowingMusic)
- 2009 - Power + Light (ThrowingMusic)
- 2012 - With Love From The Men's Room (EP)